# 布阿拉里季堡省
布阿拉里季堡省（阿拉伯語：ولاية برج بوعريري）是阿尔及利亚北部的一个省，首府布阿拉里季堡。布阿拉里季堡省距离首都阿尔及尔约200千米，以电子工业闻名。